# Réfutations sophistiques

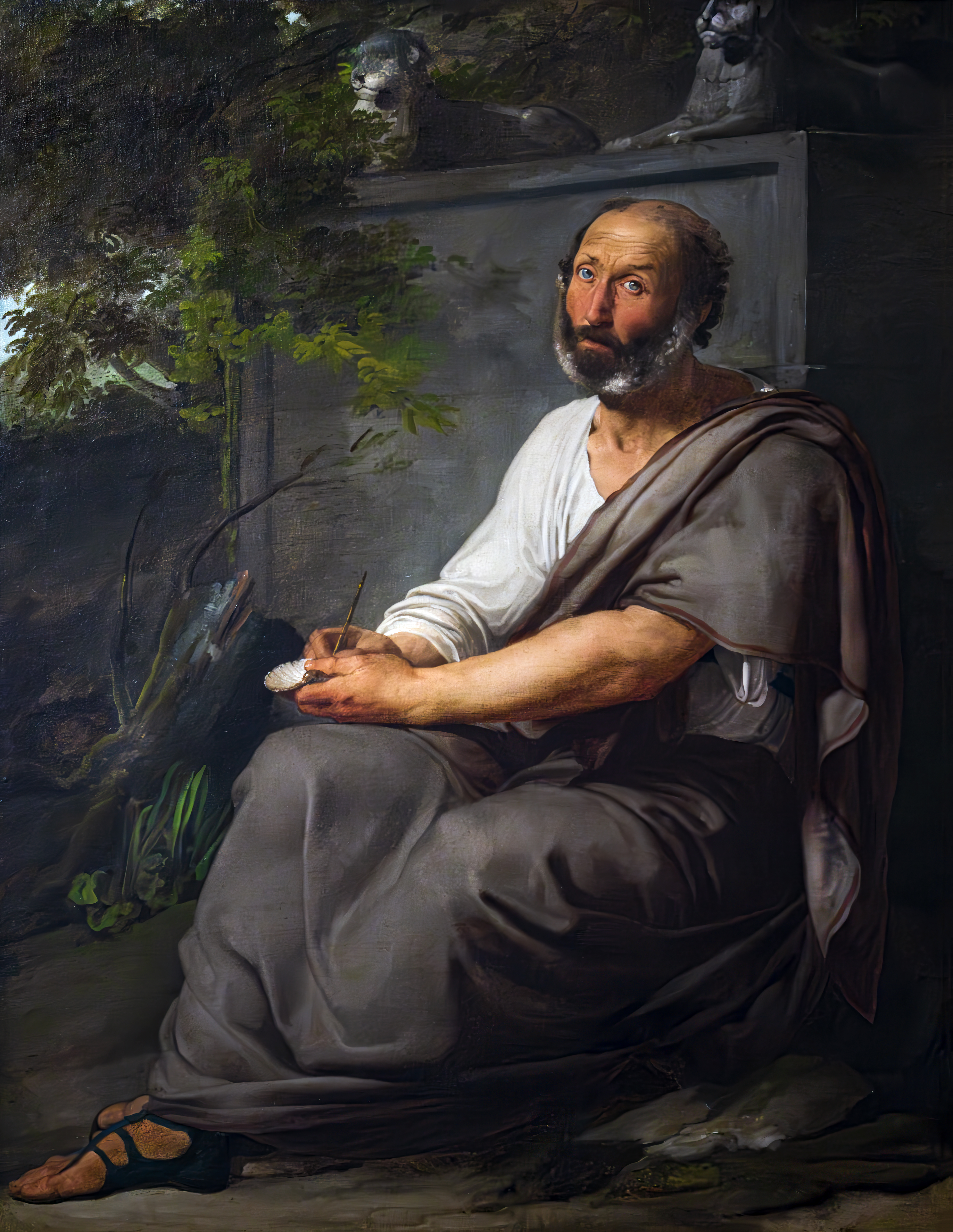
Représentation d'Aristote par Francesco Hayez (1811)

Les Réfutations sophistiques sont le sixième des traités logiques d’Aristote, rassemblés sous le titre d’Organon, donc le dernier selon la classification moderne (les médiévaux ajoutaient à l'Organon la Poétique et la Rhétorique). Les Réfutations traitent des sophismes, qui sont des raisonnements fallacieux avec l'apparence du vrai, dont les amphibologies ou les équivocations sont des exemples. Aristote y réfute notamment le paradoxe du menteur.

## Contenu
Dans cette œuvre, Aristote analyse et classe les différents types de paralogismes qu’emploient des personnes qui réfutent leurs interlocuteurs dans un échange dialectique.